# Wereldkampioenschappen indooratletiek 1985
De wereldkampioenschappen indooratletiek 1985 werden op zaterdag 18 januari en zondag 19 januari 1985 in het Palais Omnisports de Paris-Bercy in de Franse hoofdstad Parijs gehouden.
Dit toernooi, dat als 'First indoor World Games' was aangekondigd, was bedoeld als voorloper van de wereldkampioenschappen indoor, die vanaf 1987 zouden worden gehouden. Het werd 15 jaar na het eerste EK indoor georganiseerd door de IAAF. Hoewel de wereldkampioenschappen indoor dus feitelijk vanaf 1987 op reguliere basis plaatsvonden, zijn deze 'First indoor World Games' later bestempeld als de allereerste editie van deze nieuwe wereldkampioenschappen.
Er deden in totaal 322 atleten mee uit 69 landen, waarvan atleten uit 43 landen een finale behaalde en atleten uit 22 landen een medaille wonnen.

## Wereldrecords
| Onderdeel | Nationaliteit | Naam             | Datum           | Prestatie | Ronde  |
| --------- | ------------- | ---------------- | --------------- | --------- | ------ |
| 400 m     | GDR           | Thomas Schönlebe | 19 januari 1985 | 45,60     | finale |

## Deelnemers

### Nederland
- Allan Ellsworth
  - 400 m - 4e in de series met 48,09 s
- Emiel Mellaard
  - verspringen - 5e in de finale met 7,28 m
- Elly van Hulst
  - 1500 m - 1e in de finale met 4.11,41
- Arjen Visserman
  - 400 m - 5e in de halve finale met 48,08 s

### België
- Regine Berg
  - 400 m - 2e in de finale met 53,81 s
- Isabelle De Bruycker
  - 800 m - 7e in de finale met 2.14,54
- Ronald Desruelles
  - 60 m - 3e in de finale met 6,68 s
- Didier Falise
  - hink-stap-springen - 10e in de finale met 15,56 m
- Chris Soetewey
  - hoogspringen - 7e in de finale met 1,85 m
- Bob Verbeeck
  - 3000 m - DNF in de finale
- Michel Wijnsberghe
  - 1500 m - 6e in de series met 3.46,93

## Uitslagen

### 60 m
| rang   | land | naam              | prestatie |
| ------ | ---- | ----------------- | --------- |
| Goud   | CAN  | Ben Johnson       | 6,62      |
| Zilver | USA  | Sam Graddy        | 6,63      |
| Brons  | BEL  | Ronald Desruelles | 6,68      |
| 4      | GBR  | Lincoln Asquith   | 6,69      |
| 5      | FRA  | Bruno Marie-Rose  | 6,73      |
| 6      | GBR  | Cameron Sharp     | 6,74      |

| rang   | land | naam                  | prestatie |
| ------ | ---- | --------------------- | --------- |
| Goud   | GDR  | Silke Gladisch        | 7,20      |
| Zilver | GBR  | Heather Oakes         | 7,21      |
| Brons  | FRA  | Christelle Bulteau    | 7,34      |
| 4      | URS  | Ljoedmila Kondratjeva | 7,36      |
| 5      | NZL  | Kim Robertson         | 7,43      |
| 6      | TRI  | Gillian Forde         | 7,59      |

### 200 m
| rang   | land | naam                | prestatie |
| ------ | ---- | ------------------- | --------- |
| Goud   | URS  | Alexander Jewgenjew | 20,95     |
| Zilver | GBR  | Ade Mafe            | 20,96     |
| Brons  | BRA  | João da Silva       | 21,19     |
| 4      | FRA  | Daniel Sangouma     | 21,36     |
| 5      | USA  | Albert Robinson     | 21,54     |
| 6      | USA  | Dennis Mitchell     | 21,92     |

| rang   | land | naam                   | prestatie |
| ------ | ---- | ---------------------- | --------- |
| Goud   | GDR  | Marita Koch            | 23,09     |
| Zilver | FRA  | Marie-Christine Cazier | 23,33     |
| Brons  | NZL  | Kim Robertson          | 23,69     |
| 4      | FRA  | Fabienne Ficher        | 23,75     |
| 5      | USA  | Mary Bolden            | 23,89     |
| 6      | TUR  | Semira Aksu            | 24,97     |

### 400 m
| rang   | land | naam             | prestatie  |
| ------ | ---- | ---------------- | ---------- |
| Goud   | GDR  | Thomas Schönlebe | 45,60 (WR) |
| Zilver | GBR  | Todd Bennett     | 45,97      |
| Brons  | USA  | Mark Rowe        | 46,31      |
| 4      | SEN  | Amadou Dia Ba    | 46,94      |
| 5      | GBR  | Philip Brown     | 47,84      |
| 6      | ESP  | Angel Heras      | 54,09      |

| rang   | land | naam             | prestatie |
| ------ | ---- | ---------------- | --------- |
| Goud   | USA  | Diane Dixon      | 53,35     |
| Zilver | BEL  | Regine Berg      | 53,81     |
| Brons  | CAN  | Charmaine Crooks | 54,08     |
| 4      | ITA  | Antonella Ratti  | 55,30     |
| 5      | ISL  | Odny Arnadóttir  | 56,94     |
| -      | PER  | Giannina Otoya   | DNS       |

### 800 m
| rang   | land | naam              | prestatie |
| ------ | ---- | ----------------- | --------- |
| Goud   | ESP  | Colomán Trabado   | 1.47,42   |
| Zilver | ESP  | Benjamin González | 1.47,94   |
| Brons  | GBR  | Ikem Billy        | 1.48,28   |
| 4      | ROM  | Petru Dragoescu   | 1.48,34   |
| 5      | FRA  | André Lavie       | 1.50,29   |
| 6      | ITA  | Tonino Vialli     | 1.50,85   |

| rang   | land | naam                | prestatie |
| ------ | ---- | ------------------- | --------- |
| Goud   | ROM  | Cristeana Cojocaru  | 2.04,22   |
| Zilver | GBR  | Jane Finch          | 2.04,71   |
| Brons  | ROM  | Maria Simeanu       | 2.05,51   |
| 4      | FRA  | Nathalie Thoumas    | 2.07,63   |
| 5      | IND  | Shiny Abraham       | 2.08,09   |
| 6      | MAR  | Fatima Aouam        | 2.12,16   |
| 7      | BEL  | Isabelle Debruycker | 2.14,54   |

### 1500 m
| rang   | land | naam               | prestatie |
| ------ | ---- | ------------------ | --------- |
| Goud   | AUS  | Mike Hillardt      | 3.40,27   |
| Zilver | ESP  | José Luís González | 3.41,36   |
| Brons  | KEN  | Joseph Chesire     | 3.41,58   |
| 4      | POL  | Miroslaw Zerkowski | 3.42,21   |
| 5      | ITA  | Ricardo Matterazzi | 3.43,56   |
| 6      | ITA  | Alberto Corvo      | 3.45,46   |
| 7      | FRA  | José Marajo        | 3.47,53   |
| 8      | ESP  | Andrés Vera        | 3.52,89   |

| rang   | land | naam              | prestatie |
| ------ | ---- | ----------------- | --------- |
| Goud   | NED  | Elly van Hulst    | 4.11,41   |
| Zilver | ROM  | Fita Lovin        | 4.11,42   |
| Brons  | CAN  | Brit McRoberts    | 4.11,83   |
| 4      | URS  | Natalja Artjomowa | 4.14,11   |
| 5      | ROM  | Margareta Keszeg  | 4.21,02   |
| 6      | NZL  | Dianne Rodger     | 4.29,38   |
| 7      | JOR  | Khadija Al Matari | 5.10,87   |

### 3000 m
| rang   | land | naam             | prestatie |
| ------ | ---- | ---------------- | --------- |
| Goud   | POR  | João Campos      | 7.57,63   |
| Zilver | USA  | Don Clary        | 7.57,78   |
| Brons  | TCH  | Ivan Uvízl       | 7.57,92   |
| 4      | POR  | Antonio Leitão   | 7.58,14   |
| 5      | GBR  | David Lewis      | 7.58,19   |
| 6      | FRA  | Francis Gonzalez | 7.58,78   |
| 7      | FRG  | Christoph Herle  | 7.59,52   |
| 8      | FRA  | Joseph Mahmoud   | 8.02,90   |

| rang   | land | naam             | prestatie |
| ------ | ---- | ---------------- | --------- |
| Goud   | CAN  | Debbie Scott     | 9.04,99   |
| Zilver | ITA  | Agnese Possamai  | 9.09,66   |
| Brons  | USA  | PattiSue Plumer  | 9.12,12   |
| 4      | NZL  | Dianne Rodger    | 9.12,68   |
| 5      | MAR  | Hassinia Darabi  | 9.40,45   |
| 6      | TAN  | Leticia Mpoghole | 9.55,58   |
| 7      | COL  | Fabiola Rueda    | 10.07,18  |

### 60 m horden
| rang   | land | naam                 | prestatie |
| ------ | ---- | -------------------- | --------- |
| Goud   | FRA  | Stéphane Caristan    | 7,67      |
| Zilver | ESP  | Javier Moracho       | 7,69      |
| Brons  | GBR  | Jon Ridgeon          | 7,70      |
| 4      | USA  | Cletus Clark         | 7,74      |
| 5      | URS  | Wjatscheslaw Ustinow | 7,75      |
| 6      | DOM  | Modesto Castillo     | 7,86      |

| rang   | land | naam                | prestatie |
| ------ | ---- | ------------------- | --------- |
| Goud   | HUN  | Xénia Siska         | 8,03      |
| Zilver | FRA  | Laurence Elloy      | 8,08      |
| Brons  | FRA  | Anne Piquereau      | 8,10      |
| 4      | USA  | Stephanie Hightower | 8,12      |
| 5      | BUL  | Ginka Zagorcheva    | 8,13      |
| 6      | URS  | Vera Akimova        | 8,14      |

### 5000 meter snelwandelen/3000 meter snelwandelen
| rang   | land | naam              | prestatie |
| ------ | ---- | ----------------- | --------- |
| Goud   | FRA  | Gérard Lelièvre   | 19.06,20  |
| Zilver | ITA  | Maurizio Damilano | 19.11,41  |
| Brons  | AUS  | David Smith       | 19.16,04  |
| 4      | TCH  | Roman Mrázek      | 19.39,73  |
| 5      | SWE  | Jan Staaf         | 20.00,95  |
| 6      | USA  | Jim Heiring       | 20.11,69  |
| 7      | ESP  | Jorge Llopart     | 20.39,83  |
| 8      | NOR  | Erling Andersen   | 21.07,43  |

| rang   | land | naam              | prestatie |
| ------ | ---- | ----------------- | --------- |
| Goud   | ITA  | Giuliana Salce    | 12.53,42  |
| Zilver | CHN  | Yan Hong          | 13.05,56  |
| Brons  | CAN  | Ann Peel          | 13.06,97  |
| 4      | TCH  | Dana Vavracová    | 13.29,06  |
| 5      | SWE  | Ann Jansson       | 13.47,18  |
| 6      | USA  | Teresa Vaill      | 13.59,56  |
| 7      | FRA  | Suzanne Griesbach | 14.22,21  |
| 8      | NOR  | Simone Olsen      | 14.22,40  |

### Verspringen
| rang   | land | naam                 | prestatie |
| ------ | ---- | -------------------- | --------- |
| Goud   | TCH  | Jan Leitner          | 7,96      |
| Zilver | HUN  | Gyula Pálóczi        | 7,94      |
| Brons  | ITA  | Giovanni Evangelisti | 7,88      |
| 4      | HUN  | László Szalma        | 7,85      |
| 5      | NED  | Emiel Mellaard       | 7,78      |
| 6      | FRA  | Serge Hélan          | 7,71      |
| 7      | CHN  | Liu Yuhuang          | 7,64      |
| 8      | JPN  | Junichi Usui         | 7,52      |

| rang   | land | naam              | prestatie |
| ------ | ---- | ----------------- | --------- |
| Goud   | GDR  | Helga Radtke      | 6,88      |
| Zilver | URS  | Tatjana Rodionowa | 6,72      |
| Brons  | URS  | Nicole Medwedewa  | 6,44      |
| 4      | DEN  | Lene Demsitz      | 6,38      |
| 5      | AUS  | Nicole Boegman    | 6,19      |
| 6      | BUL  | Silvia Christowa  | 6,17      |
| 7      | BAH  | Shonel Ferguson   | 6,08      |
| 8      | FRA  | Geraldine Bonnin  | 6,06      |

### Hink-stap-springen
| rang   | land | naam               | prestatie |
| ------ | ---- | ------------------ | --------- |
| Goud   | BUL  | Christo Markov     | 17,22     |
| Zilver | CUB  | Lázaro Betancourt  | 17,15     |
| Brons  | CUB  | Lázaro Balcindes   | 16,83     |
| 4      | URS  | Oleg Prozenko      | 16,80     |
| 5      | TCH  | Jan Cado           | 16,71     |
| 6      | FRG  | Ralf Jaros         | 16,16     |
| 7      | CHN  | Zou Thenxian       | 16,05     |
| 8      | EGY  | Ahmed Hassan Badra | 15,77     |

### Hoogspringen
| rang   | land | naam               | prestatie |
| ------ | ---- | ------------------ | --------- |
| Goud   | SWE  | Patrik Sjöberg     | 2,32      |
| Zilver | CUB  | Javier Sotomayor   | 2,30      |
| Brons  | ALG  | Othmane Belfaa     | 2,27      |
| 4      | URS  | Waleri Sereda      | 2,24      |
| 5      | FRG  | Carlo Thränhardt   | 2,24      |
| 6      | TCH  | Ján Zvara          | 2,20      |
| 7      | POL  | Krzysztof Krawczyk | 2,20      |
| 8      | FRG  | Gerd Nagel         | 2,20      |

| rang   | land | naam               | prestatie |
| ------ | ---- | ------------------ | --------- |
| Goud   | BUL  | Stefka Kostadinova | 1,97      |
| Zilver | SWE  | Susanne Lorentzon  | 1,94      |
| Brons  | CAN  | Debbie Brill       | 1,90      |
| Brons  | POL  | Danuta Bulkowska   | 1,90      |
| Brons  | CUB  | Sivia Costa        | 1,90      |
| 6      | URS  | Marina Doronina    | 1,90      |
| 7      | BEL  | Chris Soetewey     | 1,85      |
| 8      | POL  | Jolanta Komsa      | 1,85      |

### Polsstokhoogspringen
| rang   | land | naam             | prestatie |
| ------ | ---- | ---------------- | --------- |
| Goud   | URS  | Serhij Boebka    | 5,75      |
| Zilver | FRA  | Thierry Vigneron | 5,70      |
| Brons  | URS  | Wassili Boebka   | 5,60      |
| 4      | POL  | Marian Kolasa    | 5,50      |
| 4      | FRA  | Patrick Abada    | 5,50      |
| 6      | ESP  | Alberto Ruiz     | 5,50      |
| 7      | POL  | Mariusz Klimczyk | 5,50      |
| 8      | FIN  | Kimmo Pallonen   | 5,40      |
| 8      | USA  | Joe Dial         | 5,40      |

### Kogelstoten
| rang   | land | naam              | prestatie |
| ------ | ---- | ----------------- | --------- |
| Goud   | TCH  | Remigius Machura  | 21,22     |
| Zilver | GDR  | Udo Beyer         | 21,10     |
| Brons  | URS  | Janis Bojars      | 19,94     |
| 4      | TCH  | Jozef Lacika      | 19,75     |
| 5      | POL  | Helmut Krieger    | 19,58     |
| 6      | ITA  | Marco Montelatici | 19,48     |
| 7      | CHI  | Gert Weil         | 19,47     |
| 8      | USA  | Gregory Tafralis  | 18,93     |

| rang   | land | naam               | prestatie |
| ------ | ---- | ------------------ | --------- |
| Goud   | URS  | Natalja Lisovskaja | 20,07     |
| Zilver | GDR  | Ines Müller        | 19,68     |
| Brons  | URS  | Nunu Abaschidse    | 18,82     |
| 4      | CHN  | Li Meisu           | 17,67     |
| 5      | USA  | Ramona Pagel       | 17,40     |
| 6      | FRA  | Simone Créantor    | 17,10     |
| 7      | AUS  | Gael Martin        | 16,71     |
| 8      | USA  | Carol Cady         | 15,44     |

## Legenda
- WR: Wereldrecord
- WMR: Wereldkampioenschapsrecord
- AR: Werelddeel record
- NR: Nationaal record
- WL: Beste jaarprestatie
- PB: Persoonlijk record
- SB: Beste seizoensprestatie

## Medaillespiegel
| Rang | Land                           | Goud | Zilver | Brons | Totaal |
| ---- | ------------------------------ | ---- | ------ | ----- | ------ |
| 1    | Duitse Democratische Republiek | 4    | 2      | 0     | 6      |
| 2    | Sovjet-Unie                    | 3    | 1      | 4     | 8      |
| 3    | Frankrijk                      | 2    | 3      | 2     | 7      |
| 4    | Canada                         | 2    | 0      | 4     | 6      |
| 5    | Tsjecho-Slowakije              | 2    | 0      | 1     | 3      |
| 6    | Bulgarije                      | 2    | 0      | 0     | 2      |
| 7    | Spanje                         | 1    | 3      | 0     | 4      |
| 8    | Verenigde Staten               | 1    | 2      | 2     | 5      |
| 9    | Italië                         | 1    | 2      | 1     | 4      |
| 10   | Roemenië                       | 1    | 1      | 1     | 3      |
| 11   | Zweden                         | 1    | 1      | 0     | 2      |
|      | Hongarije                      | 1    | 1      | 0     | 2      |
| 13   | Australië                      | 1    | 0      | 1     | 2      |
| 14   | Nederland                      | 1    | 0      | 0     | 1      |
|      | Portugal                       | 1    | 0      | 0     | 1      |
| 16   | Verenigd Koninkrijk            | 0    | 4      | 2     | 6      |
| 17   | Cuba                           | 0    | 2      | 2     | 4      |
| 18   | België                         | 0    | 1      | 1     | 2      |
| 19   | China                          | 0    | 1      | 0     | 1      |
| 20   | Brazilië                       | 0    | 0      | 1     | 1      |
|      | Algerije                       | 0    | 0      | 1     | 1      |
|      | Kenia                          | 0    | 0      | 1     | 1      |
|      | Polen                          | 0    | 0      | 1     | 1      |
|      | Nieuw-Zeeland                  | 0    | 0      | 1     | 1      |

Parijs 1985 · 
Indianapolis 1987 · 
Boedapest 1989 · 
Sevilla 1991 · 
Toronto 1993 · 
Barcelona 1995 · 
Parijs 1997 · 
Maebashi 1999 · 
Lissabon 2001 · 
Birmingham 2003 · 
Boedapest 2004 · 
Moskou 2006 · 
Valencia 2008 ·
Doha 2010 ·
Istanboel 2012 ·
Sopot 2014 ·
Portland 2016 · 
Birmingham 2018 ·
Belgrado 2022 · 
Glasgow 2024 · 
Nanjing 2025 · 
Toruń 2026
Belgische medaillewinnaars · Nederlandse medaillewinnaars